# Azalisme
L'azalisme, (en persan : ازلیه azaliyye) est la branche du babisme (religion monothéiste fondée par le Bab) qui a pris le parti de Subh-i Azal. Les adeptes de l'azalisme sont connus sous le nom d'azalis (en persan : ازلیان azaliyân),,, ou de babis azalis,. Les premiers adeptes du Bab étaient connus sous le nom de babis ; cependant, dans les années 1860, avec la scission entre bahaïs et azalis, la grande majorité des babis suivirent Husayn Ali Nuri, fondateur de la bahaïsme, et devinrent connus sous le qualificatif de bahaïs. Certains des babis restants continuèrent à suivre Subh-i Azal, le demi-frère de Husayn Ali Nuri, que le Bab avait désigné comme son successeur et comme chef de la communauté, et furent ainsi appelés azalis.